# Dietrich Niethammer
Dietrich Niethammer (* 24. Oktober 1939 in Leipzig; † 3. Februar 2020 in Tübingen) war ein deutscher Kinderarzt und Onkologe sowie Buchautor. Er war Pionier der Knochenmarktransplantation.

## Leben
Niethammer studierte Medizin in Tübingen, Wien und München und wurde bei Elfriede Aulhorn an der Augenklinik der Universität Tübingen promoviert. Danach war er dort Assistent und 1968 zu einem Forschungsaufenthalt an der University of California, San Diego. Er baute die Abteilung für pädiatrische Onkologie an der Universitätsklinik in Ulm mit auf und führte 1975 eine der ersten allogenen Knochenmarktransplantationen bei Kindern mit aplastischer Anämie in Deutschland durch. 1977 habilitierte er sich in Pädiatrie und wurde 1978 Professor in Tübingen und Ärztlicher Direktor der Abteilung Hämatologie der Universitätsklinik. 1989 wurde er geschäftsführender Direktor der Universitätsklinik für Kinder- und Jugendmedizin.
Er war mit Dietlinde von Criegern, Tochter der Eveline Schmidt und des Arztes Heinrich von Criegern, verheiratet und hatte drei Kinder. Axel von Criegern war der Cousin seiner Frau.

## Wirken
Dietrich Niethammer engagierte sich für die Knochenmark- und Stammzelltransplantation in der Pädiatrie und galt als Vorreiter auf diesem Gebiet. Bereits 1975 führte er eine der ersten allogenen Knochenmarkstransplantationen in Deutschland durch.
Er publizierte über 400 Fachartikel, auch zu ethischen Fragen der Sterbebegleitung von Kindern.
Niethammer war von 1990 bis 2003 Mitglied und ab 1998 Vorsitzender des Ausschusses Medizin des Wissenschaftsrates. Zudem gehörte er der Ethikkommission der Bundesärztekammer an.
Die Universität Greifswald zeichnete ihn 2004 mit einer Ehrendoktorwürde der Universitätsmedizin aus. 2006 erhielt er die Ernst Jung Goldmedaille in Medizin. Ein Preis für Leistungen in pädiatrischer Onkologie der Gesellschaft für Pädiatrische Onkologie und Hämatologie (GPOH) ist nach ihm benannt. Bereits 2005 wurde eine Stiftung für kranke Kinder in Tübingen nach ihm benannt. Ebenfalls 2005 wurde er Ehrenmitglied der Deutschen Gesellschaft für Kinder- und Jugendmedizin und mitv dem Bundesverdienstkreuz 1. Klasse des Verdienstorden der Bundesrepublik Deutschland ausgezeichnet. 2014 wurde Dietrich Niethammer mit dem Verdienstorden des Landes Baden-Württemberg ausgezeichnet. Ebenfalls 2014 erhielt er für sein Lebenswerk die Otto-Heubner-Medaille der Deutschen Gesellschaft für Kinder- und Jugendmedizin.
Im September 2023 beschloss der Tübinger Gemeinderat, die bereits existierende Niethammerstraße in der Nordstadt Dietrich Niethammer zu widmen. Ursprünglich wurde sie 1956 nach Emil Niethammer benannt, der im Rahmen einer Evaluierung aber den ethischen Problemfeldern Demokratiefeindlichkeit, Mitwirkung an Justizverbrechen und Mitwirkung am NS-Regime zugeordnet wurde. Statt einer Umbenennung entschied man sich für die Umwidmung zu Ehren von Dietrich Niethammer.

## Schriften (Auswahl)
- Gut versorgt im Kinderkrankenhausbetrieb? Interdisziplinäres Arbeiten im Kinderkrankenhaus. In: Wege zum Menschen. Zeitschrift für Seelsorge und Beratung, heilendes und soziales Handeln, Band 66 (2014), S. 19–30.
- Wenn ein Kind schwer krank ist: Über den Umgang mit der Wahrheit. Suhrkamp, Berlin 2010 (MedizinHuman, Band 11), ISBN 978-3-518-46164-8.
- Die Bedeutung der Schule im Leben krebskranker Kinder. Erfahrungen und Perspektiven. In: Zeitschrift für Pädagogik und Theologie, Band 61 (2009), S. 73–81.
- Das sprachlose Kind: Vom ehrlichen Umgang mit schwer kranken und sterbenden Kindern und Jugendlichen, Schattauer Verlag, Stuttgart 2008, ISBN 978-3-7945-2580-5.
- Ehrenpromotion Prof. Dr. Dietrich Niethammer – „Wenn Kinder und Jugendliche sterben müssen“, Der Rektor der Ernst-Moritz-Arndt-Univ., Greifswald 2005 (Greifswalder Universitätsreden, N.F., Nr. 113), ISBN 3-86006-240-9.
- Soll man mit schwerkranken Kindern über den Tod reden? In: Zeitschrift für Medizinische Ethik, Band 51 (2005), S. 115–128.
- Sterbehilfe und Sterbebegleitung in der Pädiatrischen Onkologie, Klin. Pädiatrie, Band 215, 2003, S. 166–170.
- Kinder im Angesicht ihres Todes. In: Claudia Wiesemann u. a. (Hrsg.): Das Kind als Patient. Ethische Konflikte zwischen Kindeswohl und Kindeswille. Campus Verlag, Frankfurt am Main 2003, (Kultur der Medizin, Band 7), ISBN 978-3-593-37374-4, S. 92–115.
- Death of Child. In: A. Karim, D. Newling, H. Kuitert, V. Wortman (Hrsg.) Death: Medical, Spiritual and Social Care of Dying, VU University Press, Amsterdam 1998, ISBN 90-5383-503-2.
- „... immer zu trösten“. Ethische Beratung im ärztlichen Alltag. In: Zeitschrift für evangelische Ethik, Band 46 (2002), S. 205–213.
- Der nichteinwilligungsfähige Patient (Proband) in der klinischen Forschung. Pädiatrische Aspekte. In: Richard Toellner (Hrsg.): Wissen – Handeln – Ethik : Strukturen ärztlichen Handelns und ihre ethische Relevanz, G. Fischer, Stuttgart 1995 (Medizin-Ethik, Band 6), ISBN 3-437-11701-7, S. 109–116.
- Leben will ich jeden Tag. Leben mit krebskranken Kindern und Jugendlichen. Erfahrungen und Hilfen (zusammen mit Heide Häberle u. a.), Herder, Freiburg i.Br. 1995, ISBN 3-451-23112-3.
- Das Sterben der Kinder, Zeitschr. Mediz. Ethik, Band 40, 1994, S. 213–221.